# 三圃制

三圃制(带垄田和沟田)

三圃制是指农民把土地分成三部分，进行轮作，假如第一块地某年种植小麦，如冬小麦或黑麦（通常是秋播），则第二块土地该年种植大麦（通常是春播），第三块土地则当年休息，隔年三块土地上的作物轮换，三年为一个周期。该技术首次在中国的东周时期被发明，后在中世纪被欧洲采用。
这是一种比较好的对土地进行耕作的方式，在中世纪的欧洲几乎扩展到所有以谷物为主要作物的地区。在人们还不懂得使用肥料之前，农民采用这种方法均匀的利用土地的肥力；改变了以前每次耕种一半土地，甚至更少的状况；把土地的利用率从二分之一提高到三分之二。 
此前，欧洲已经实践两圃制，即一半土地耕作，一半土地休耕。三圃制让农业产出大大增加，当时的欧洲（尤其是阿尔卑斯山以北）的农民有更多农作物可出售，增加了经济繁荣。三田制需要对土地进行更多的深耕，需要引入更重的铧犁。因为豆类作物需要夏季降雨才能成功，故而地中海地区的三圃制运作不如北部地区更有成效。
中世纪前期,即十一世纪左右，在欧洲人们利用三圃制提高了土地效率，使用重犁进一步深耕细作，再加上马轭和多匹马合拉工具的发明，使粮食产量巨大增长。 其进一步的作用是，在中世纪盛期三四百年内，欧洲人口增长三到四倍。